# 阿鲁卡斯
阿鲁卡斯，是西班牙加那利群岛拉斯帕尔马斯省的一个市镇，位于大加那利岛的北部。总面积33平方公里，总人口37691人（2018年），人口密度1,100人/平方公里。